# Seurapong
Seurapong is een bestuurslaag in het regentschap Aceh Besar van de provincie Atjeh, Indonesië. Seurapong telt 267 inwoners (volkstelling 2010).